# White Lodge

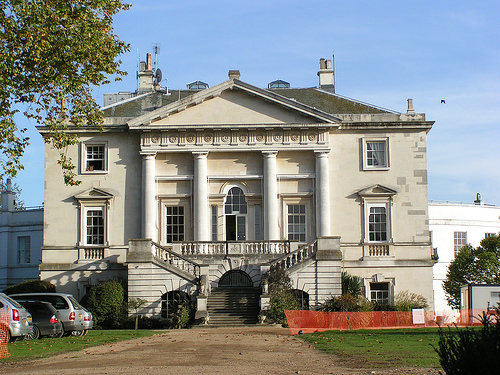
Fachada do White Lodge, no Richmond Park.

O White Lodge é um palácio georgiano situado no Richmond Park, na periferia sudoeste de Londres. É uma antiga residência Real, alojando, actualmente, uma escola de ballet, a Royal Ballet Lower School, com estudantes com idades compreendidas entre os 11 e os 16 anos.

## História inicial
O White Lodge foi construído como um pavilhão de caça para o Rei Jorge II, pelo arquitecto Roger Morris, pouco depois da sua subida ao trono, em 1727. Originalmente chamado de Stone Lodge, o palácio foi renomeado como New Lodge pouco depois, para se distinguir dum outro pavilhão que lhe ficava vizinho. 
A Rainha Carolina, consorte de Jorge II, esteve frequentemente neste pavilhão. Depois da sua morte, em 1737, o pavilhão passou para a posse de Robert Walpole, 1º Barão Walpole, o filho de Sir Robert Walpole, o Primeiro-Ministro de então. Depois da sua morte, em 1751, passou para a filha da Rainha Carolina, a Princesa Amélia. A Princesa, que também se tornou na curadora do Richmond Park, fechou todo o parque ao público, com excepção de amigos distintos e de possuidores de licenças, o que provocou a indignação pública. Em 1758, um processo judicial aberto por um cervejeiro local contra o porteiro do parque derrubou a ordem da Princesa, e o parque foi, uma vez mais, aberto ao público. 
A Princesa Amélia Sofia é lembrada por ter adicionado as duas alas brancas ao pavilhão principal, as quais permaneceram até à actualidade. O Primeiro Ministro, John Stuart, 3.° Conde de Bute, tornou-se conservador do parque depois da morte da Princesa, tendo vivido no White Lodge entre 1761 e 1792, ano do seu próprio falecimento. Foi durante a sua administração que o nome White Lodge apareceu pela primeira vez, no jornal de Lady Mary Coke. De acordo com o seu jornal, Lady Mary foi para o Richmond Park com a esperança de capturar um vislumbre de "suas Majestades" (Jorge III e Rainha Carlota), que "estavam sempre na White Lodge num Domingo". 
Depois do restauro do palácio motivado pelo mau estado em que estava o edifício no final do século XVIII, Jorge III deu o White Lodge a um outro Primeiro Ministro, Henry Addington, 1º Viscounde Sidmouth, que cercou os primeiros jardins privados do palácio em 1805. Apesar do Rei (afectuosamente chamado de Lavrador Jorge devido ao seu entusiasmo pela lavoura e pela jardinagem) se ter feito a si próprio conservador do parque, Lord Sidmouth foi feito conservador substituto. Entre os mais famosos visitantes ao White Lodge neste período encontra-se Horatio Nelson, 1º Visconde Nelson, no mês que antecedeu a Batalha de Trafalgar. Diz-se que terá explicado os seus planos de batalha a Lord Sidmouth através de desenhos traçados na mesa com um dedo humedecido em vinho.

## Século XIX
Depois da morte do Visconde Sidmouth, em 1844, a Rainha Vitória cedeu o palácio à sua tia – a última irmã sobrevivente de Jorge III – Princesa Maria, Duquesa de Gloucester e Edimburgo. Depois da morte desta, em 1857, o Príncipe Alberto, necessitanto dum local isolado para onde levar o seu filho Eduardo, o Príncipe de Gales e futuro Rei Eduardo VII, durante a sua educação, decidiu-se pelo White Lodge. Apesar do Príncipe de Gales considerar a companhia estimulante para os estudos difíceis, o Príncipe Alberto manteve-o aqui em isolamento, com apenas cinco companheiros, seno dois deles tutores. Compreensivelmente, o Príncipe de Gales achou aborrecidos os anos que passou no White Lodge. 
Depois do Príncipe de Gales ser enviado para a Irlanda par acontinuar o seu treino, a Rainha Vitória, lamentando desesperadamente a morte da sua mãe, aDuquesa de Kent, recolheu-se no White Lodge com o Príncipe Alberto, nos primeiros meses de 1861. Esta seria a primeira das dua smortes que afligiriam a soberana naquele ano; no dia 14 de Dezembro, o Príncipe Alberto faleceu vitimadopela febre tifóide. A Rainha ficou devastada e nunca mais deixou o luto ao longo dos restantes quarenta anos da sua vida.

### A família Teck

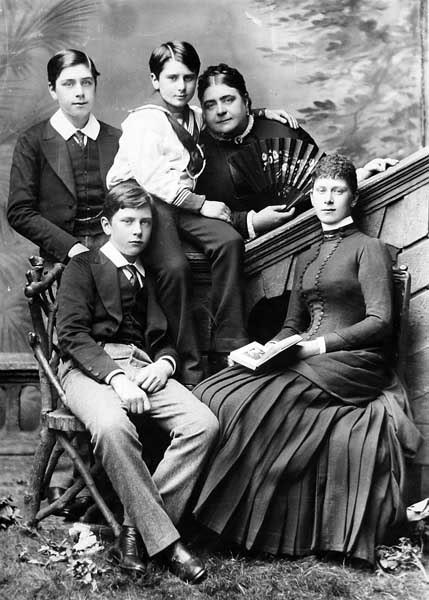
A Duquesa de Teck e a sua família.

Os ocupantes seguintes do White Lodge foram o Príncipe Francis, Duque de Teck, e a sua esposa, a Duquesa de Teck, anteriormente Princesa Maria Adelaide de Cambridge, aos quais foi dado o usofruto do palácio, pela enlutada Rainha Vitória, em 1869. A Princesa Maria Adelaide, uma neta de Jorge III e, portanto, prima direita da Rainha, era famosa pela sua extravagância. Os pedidos à Rainha para aumentar os rendimentos foram infrutíferos, as dívidas foram crescendo e a família teve que fugir para o estrangeiro, durante a década de 1880, para escapar aos credores. 
Em 1891, a idosa rainha, ansiosa por encontrar uma noiva para o seu neto, o Alberto Vitor, Duque de Clarence e Avondale, decidiu-se pela filha da Princesa Maria Adelaide, Vitória Maria. Depois da morte do Príncipe Alberto Victor, poucos meses antes do casamento, em 1892, Vitória Maria casou com o irmão deste, o Príncipe Jorge, Duque de York, futuro Rei Jorge V, em 1893.
Em 1894, a Duquesa de York deu à luz o seu primeiro filho, o futuro Eduardo VIII, no White Lodge. A Rainha Vitória visitou este palácio, para ver o príncipe, pouco tempo depois. Três anos mais tarde, a Duquesa de Teck faleceu, seguida pelo Duque de Teck em 1900.

## Século XX

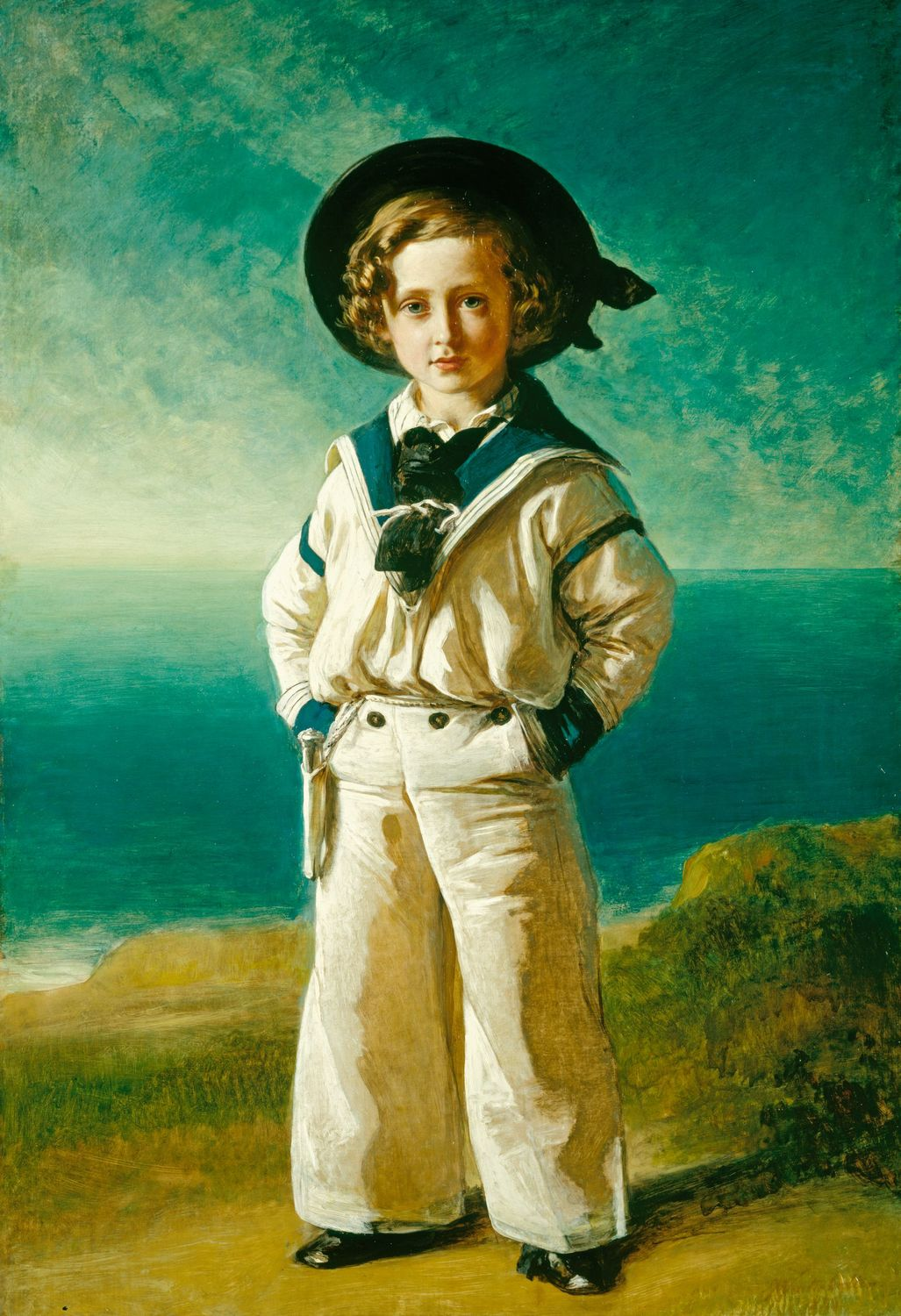
Retrato de Albert Edward, príncipe de Wales, por Winterhalter, 1846. Óleo sobre tela.

Depois da morte da Rainha Vitória, o White Lodge esteve na posse privada de uma tal Ms. Hartman, que entrou em bancarrota no ano de 1909 devido aos custos de manutenção da propriedade. O palácio regressou ao uso Real em 1923, durante a lua-de-mel do Príncipe Alberto, Duque de York, o futuro Jorge VI e da Duquesa de York. A Rainha Maria, que havia vivido no White Lodge com a sua mãe, a Princesa Maria Adelaide, insistiu que fixassem a sua residência no palácio. No entanto, devido ao vasto número de espectadores, havia ali uma extrema falta de privacidade. O palácio também se encontrava numa localização inconveniente e a manutenção era dispendiosa. O casal desocupou a propriedade pouco depois. 
A partir de então, o White Lodge foi ocupado por vários residentes privados, incluindo Arthur Lee, 1º Visconde Lee de Fareham. O último residente privado foi o Coronel James Veitch, que viveu no palácio até 1954. Em 1955, a Royal Ballet School tomou conta das instalações, continuando a utilizá-las até hoje.

## Ligação externa
- Página oficial do Royal Ballet School